# Список астероїдів (201—300)
| Астероїд              | Тимчасова назва                  | Названий на честь (в називному відмінку)                                                              |
| --------------------- | -------------------------------- | --- |
| 201 Пенелопа          | A869 GA                          | Пенелопа, грецька міфічна героїня                                                                     |
| 202 Хрісеїда          | 1935 BL A901 TA                  | Хрісеїда, міфологічні жінка троянської                                                                |
| 203 Помпея            | A895 EA                          | Помпеї, зруйноване римське місто                                                                      |
| 204 Каллісто          | -                                | Каллісто, грецька німфа                                                                               |
| 205 Марта             | -                                | Марта, біблійна героїня                                                                               |
| 206 Герсілія          | 1961 WG 1974 PM                  | Герсілія, Римська міфічна героїня                                                                     |
| 207 Гедда             | 1932 CL1 1934 XJ 1953 BF         | Hedwig, дружина німецького астронома Фрідріх Август Теодор Уіннеке                                    |
| 208 Лакрімоза         | -                                | "Lacrimosa dies illa" початок реквієму                                                                |
| 209 Дідона            | A909 AB A909 GB A912 RB          | Дідона, карфагенська міфічна героїня                                                                  |
| 210 Ізабелла          | 1953 EZ1 1962 BF                 | невідома                                                                                              |
| 211 Ізольда           | 1950 FM A912 AB A912 BA          | Ізольда, героїня легенди Трістан і Ізольда                                                            |
| 212 Медея             | 1930 FW                          | Медея, грецька міфічна героїня                                                                        |
| 213 Лілея             | 1950 TE3                         | Лілея, грецька наяда                                                                                  |
| 214 Ашера             | A903 SE                          | Ашера, богиня                                                                                         |
| 215 Енона             | -                                | Енона, грецька німфа                                                                                  |
| 216 Клеопатра         | A905 OA A910 RA                  | Клеопатра, цариця Єгипту                                                                              |
| 217 Евдора            | A914 RA                          | Евдора, грецька наяда                                                                                 |
| 218 Біанка            | -                                | Б'янка Б'янкі, сценічне ім'я німецької оперної співачки Берти Шварц                                   |
| 219 Туснельда         | -                                | Туснельда, дружина германського воїна Арміній                                                         |
| 220 Стефанія          | 1925 VE 1931 FP,                 | Стефанія Бельгійська                                                                                  |
| 221 Еос               | -                                | Еос, грецька богиня                                                                                   |
| 222 Лучія             | A899 EC A919 AB                  | Lucia, дочка австрійського дослідника Ганса Вільчека                                                  |
| 223 Роза              | 1942 EL A887 BA                  | невідома                                                                                              |
| 224 Океана            | 1933 HO A899 EA                  | Тихий океан                                                                                           |
| 225 Генрієтта         | -                                | Henrietta, дружина французького астронома П'єра Жансена                                               |
| 226 Верінґія          | A912 CC                          | Верінґ, район Відня                                                                                   |
| 227 Філософія         | 1933 SD1 1949 OO1 A919 AA        | Філософія                                                                                             |
| 228 Аґата             | -                                | Agathe, дочка австрійського астронома Теодора фон Оппольцера                                          |
| 229 Аделінда          | 1946 UK 1981 GU1 A908 UG         | Adelinda, дружина австрійського астронома Едмунда Вейса                                               |
| 230 Атамантіс         | 1949 WG                          | Гелла, грецька міфічна героїня                                                                        |
| 231 Віндобона         | 1962 UJ                          | латинська назва міста Відень                                                                          |
| 232 Росія             | 1929 QA 1954 SV 1970 SN1 A921 UA | Росія, країна                                                                                         |
| 233 Астеропа          | -                                | Астеропа, грецька плеяда                                                                              |
| 234 Барбара (Варвара) | 1942 RL1 1953 RE 1975 XP         | Свята Варвара                                                                                         |
| 235 Кароліна          | 1934 GY 1939 GN 1956 VK A909 GJ  | Каролінські острови                                                                                   |
| 236 Гонорія           | 1930 KK 1953 GJ1 A904 PA         | Юста Грата Гонорія, римська історична постать                                                         |
| 237 Целестина         | -                                | Целестина, дружина австрійського астронома Теодора фон Оппольцера                                     |
| 238 Гіпатія           | 1947 HA                          | Гіпатія, філософ                                                                                      |
| 239 Адрастея          | 1955 MK1 1956 UJ A915 TD         | Адрастея (німфа), грецька німфа                                                                       |
| 240 Ванадіс           | -                                | Ванадіс, скандинавська богиня                                                                         |
| 241 Германія          | 1953 US 1953 VK1                 | латинська назва країни Німеччина                                                                      |
| 242 Крімхільда        | -                                | Крімхільда, германська міфічна героїня                                                                |
| 243 Іда               | 1988 DB1 A910 CD                 | Іда, грецька німфа, на честь якої названа Іда (гора)                                                  |
| 244 Зіта (Сіта)       | 1979 FL3 A900 UA                 | Сіта, персонаж у поемі «Рамаяна»                                                                      |
| 245 Віра              | A919 HB                          | невідома                                                                                              |
| 246 Аспоріна          | -                                | Аспоріна, богиня якій поклоняються в Малій Азії                                                       |
| 247 Евкрат            | 1947 TA 1960 TC A901 TB          | Евкрат, грецька німфа                                                                                 |
| 248 Ламея (Ламія)     | 1959 LO                          | Ламія, грецька міфічна героїня                                                                        |
| 249 Ільзе             | 1973 PB                          | Ільзе, легендарна німецька принцеса                                                                   |
| 250 Беттіна           | -                                | баронеса Беттіна фон Ротшильд                                                                         |
| 251 Софія             | 1950 RH1 1953 FN1 A907 UA        | Софія, дружина німецький астроном Гуґо фон Зелігер                                                    |
| 252 Клементіна        | -                                | невідома                                                                                              |
| 253 Матільда          | 1949 OL1 A915 TN                 | Mathilde, дружина французького астронома Моріса Леві                                                  |
| 254 Августа           | -                                | Августина фон Літтров, захистниця прав жінок; дружина австрійського астронома Карл Людвіг фон Літтров |
| 255 Оппавія(Опавія)   | 1951 SG A904 EC A924 TA          | Опава, місто в Чехії                                                                                  |
| 256 Вальпурга         | 1951 VJ                          | Свята Вальпурга                                                                                       |
| 257 Сілезія           | 1929 DD 1952 FL1 1952 HU         | Сілезія, регіон Центральної Європи                                                                    |
| 258 Тіхе              | -                                | Тіхе, грецька богиня                                                                                  |
| 259 Алетея            | 1947 LD                          | Алетея, грецька богиня                                                                                |
| 260 Губерта           | A906 VH A911 ME                  | Святий Губерт                                                                                         |
| 261 Прімно            | -                                | Прімно, грецька німфа                                                                                 |
| 262 Вальда            | 1972 YR1                         | невідома                                                                                              |
| 263 Дрезда            | A905 OC A915 RL A917 BA          | Дрезден                                                                                               |
| 264 Любуша            | -                                | Любуша, легендарна засновниця міста Прага                                                             |
| 265 Анна              | 1933 QN 1933 RC                  | Anny дочка австрійського астронома Едмунда Вейса                                                      |
| 266 Аліна             | -                                | Linda австрійського астронома Едмунда Вейса                                                           |
| 267 Тірца             | 1965 GC A922 AA                  | Тірца, біблійний персонаж                                                                             |
| 268 Адорея            | -                                | Адорея, римський періг                                                                                |
| 269 Юстиція           | 1942 XY                          | Юстиція, римська богиня                                                                               |
| 270 Анаїта            | 1926 VG                          | Анаїта, перська богиня                                                                                |
| 271 Пентесілея        | A916 GG A916 HA                  | Пентесілея, грецька міфічна героїня                                                                   |
| 272 Антонія           | 1944 FE                          | невідома                                                                                              |
| 273 Атропос (Атропа)  | A910 CC                          | Атропа, грецька мойра                                                                                 |
| 274 Філагорія         | -                                | Філагорія, оздоровчий клуб в місті Оломоуц                                                            |
| 275 Сапієнтія         | 1962 GE 1962 HA A906 AB          | лат. мудрість                                                                                         |
| 276 Адельгейда        | -                                | невідома                                                                                              |
| 277 Ельвіра           | -                                | Героїня твору Альфонса де Ламартіна                                                                   |
| 278 Пауліна           | 1959 XF                          | невідома                                                                                              |
| 279 Туле              | A920 GA A923 RA                  | Туле, міфічний острів                                                                                 |
| 280 Філія             | -                                | Філія, грецька німфа                                                                                  |
| 281 Лукреція          | 1948 EK 1984 JX A906 FD          | Кароліна Лукреція Гершель, астроном                                                                   |
| 282 Клорінда          | 1955 RQ                          | Героїня поеми Торквато ТассоЗвільнений Єрусалим                                                       |
| 283 Емма              | 1980 FJ12                        | невідома                                                                                              |
| 284 Амалія            | -                                | невідома                                                                                              |
| 285 Реґіна            | 1951 AC1 A911 QJ                 | невідома                                                                                              |
| 286 Іклея             | -                                | Героїня роману французького астронома Каміля Фламмаріона'Уранія                                       |
| 287 Нефтида           | -                                | Нефтида, єгипетська богиня                                                                            |
| 288 Главка            | 1955 MO 1959 GB 1961 WF          | Главка, грецька міфічна героїня                                                                       |
| 289 Ненетта           | 1949 HF1 A912 RC                 | Французький сленг для легковажної жінки                                                               |
| 290 Бруна             | -                                | Брно, місто в Чехії                                                                                   |
| 291 Аліса             | 1954 UJ3                         | невідома                                                                                              |
| 292 Людовіка          | 1930 GM                          | невідома                                                                                              |
| 293 Бразилія          | A909 HB                          | Бразилія, країни                                                                                      |
| 294 Феліція           | 1951 PA 1973 KD A913 VA          | невідома                                                                                              |
| 295 Терезія           | -                                | Марія Терезія                                                                                         |
| 296 Фаетуса           | 1930 YH A917 XB                  | Фаетуса, грецька богиня                                                                               |
| 297 Цецилія           | 1955 BK1 A924 RA                 | невідома                                                                                              |
| 298 Баптистина        | -                                | невідома                                                                                              |
| 299 Тора              | 1935 PC 1939 PK                  | Тор, скандинавський бог                                                                               |
| 300 Джеральдіна       | 1953 RO1 1961 AD A923 LB         | невідома                                                                                              |